# Цехоцин (Куявсько-Поморське воєводство)
Цехоцин (пол. Ciechocin) — село в Польщі, у гміні Цехоцин Ґолюбсько-Добжинського повіту Куявсько-Поморського воєводства.
Населення — 816 осіб (2011).
У 1975-1998 роках село належало до Торунського воєводства.

## Демографія
Демографічна структура станом на 31 березня 2011 року:
|          | Загалом | Допрацездатний вік | Працездатний вік | Постпрацездатний вік |
| -------- | ------- | ------------------ | ---------------- | -------------------- |
| Чоловіки | 416     | 114                | 268              | 34                   |
| Жінки    | 400     | 88                 | 239              | 73                   |
| Разом    | 816     | 202                | 507              | 107                  |